# Tarpnowo
Tarpnowo [tarpˈnɔvɔ] (tiếng Đức: Tarpenow)  là một khu định cư ở quận hành chính của Gmina Białogard, thuộc quận Białogard, West Pomeranian Voivodeship, ở phía tây bắc Ba Lan. Nó nằm khoảng 6 kilômét (4 mi) phía nam Białogard và 110 km (68 mi) về phía đông bắc của thủ đô khu vực Szczecin.
Trước năm 1945, khu vực này là một phần của Đức. Đối với lịch sử của khu vực, xem Lịch sử của Pomerania.